# Кошарка на Европским играма 2015.
Кошаркашка такмичења на Европским играма 2015. су одржана од 22. до 26. јуна 2015. године у кошаркашкој арени у Бакуу. Такмичења је одржано у формату 3 на 3, и у мушком и женском турниру је учествовало 16 репрезентација. Свака репрезентација се састојати од 4 кошаркаша, док 3 играча имају право играти у једном тренутку. Укупно на кошаркашким турнирима је учествовало 128 кошаркаша.

## Квалификације
Национални олимпијски комитет може пријавити 1 мушку и 1 женску екипу коју сачињавају по 4 играча. Земља домаћин се директно квалификовала на оба турнира, док су остале репрезентације преко Свјетског првенства у кошарци 3x3 које је одржано 2014. године.

### Квалификовани тимови
| Квалификован као                                          | Мушкарци | Жене |
| --------------------------------------------------------- | --- | --- |
| Домаћин                                                   | Азербејџан | Азербејџан |
| Најбољих 15 на Европском првенству у баскету 2014. године | Андора · Белгија · Чешка · Естонија · Грчка · Израел · Италија · Литванија · Румунија · Русија · Србија · Словенија · Шпанија · Швајцарска · Турска | Белгија · Чешка · Грчка · Република Ирска · Израел · Литванија · Холандија · Румунија · Русија · Словачка · Словенија · Шпанија · Швајцарска · Турска · Украјина |

## Освајачи медаља
| Дисциплине | Злато  | Сребро   | Бронза  |  |  |  |
|            |        |          |         |  |  |  |
| Мушкарци   | Русија | Шпанија  | Србија  |  |  |  |
| Жене       | Русија | Украјина | Шпанија |  |  |  |